# 贾逵 (东汉)
贾逵（30年—101年），字景伯。祖為洛陽賈氏，生於扶风郡平陵县（今陕西省咸阳市西北），东汉经学家、天文学家。歷官郎中、左中郎將、侍中、騎都尉等職。乃贾谊九世孙，父親是賈徽。

## 生平
賈逵從小聰穎過人，其姐為韓瑤之婦，未生孩子。她為人賢明，被人稱道。賈逵隔壁鄰居家中，天天有孩童讀書，賈逵年方五歲，實未到讀書年齡，卻對讀書聲，表現出很大的興趣，賈逵的姐姐便每天抱著他，隔著籬笆，讓他聽隔壁的學童讀書。賈逵總是一聲不吭，靜靜地聽著。
天長日久，賈逵受到了良好的薰陶，到10歲時，他就能背誦《詩經》、《尚書》、《易經》、《禮記》等典籍。他的姐姐沒有想到隔著籬笆聽人讀書，會有這麼好的效果，奇怪地問弟弟道：“我們家貧窮，從來沒有請過教書先生進門，你怎麼知道這麼多古代書籍，而且能一字不漏地背出來呢？”賈逵告訴姐姐說：“起初姐姐抱我在籬笆旁聽鄰居孩子讀書，我便記住了，所以如今能一字不差地全背誦起來。”賈逵曾經將庭院中的桑樹皮，剝下來當紙，隨時記錄書中詞句，或者將字寫在家中門窗、屏風等上面，一面背誦，一面記錄。一年以後，經文全都精通了。
成年的賈逵身形高大，長八尺二寸。弱冠能诵《左传》、《五经》之说，以《大夏侯尚书》教授，诸儒稱之：“问事不休贾长头。”建初四年（79年），賈逵参加了汉章帝在洛阳召开的白虎观会议，与李育 (儒家)辩论。汉明帝时任为郎。汉和帝时任左中郎将，迁侍中，领骑都尉。他倡導用黃道坐標測量日月行度，並對月行遲疾規律有深刻認識，主張曆法必須不斷改進，提出鼕至點移動。
所著共百万言，又作诗、颂、誄、书、连珠、酒令凡九篇。永元十五年（103年）创制黄道铜仪，首次提出用黄道坐标测算日月运行轨道，认为以赤道坐标测算会出现误差。並提出月球运行速度不平均，即“月行有迟疾”“乃由月所行道有远近出入所生，率一月移故所疾处三度，九岁九道一复”，也就是最進點每九年運動一周，這實際上正是拱線運動的結果。后世称“通儒”。《后汉书》论曰：“郑、贾之学，行乎数百年，遂为诸儒宗。”卒于永元十三年（101年；或100年）。

## 著作
主要著有《春秋左氏传解诂》三十篇、《国语解诂》二十一篇、《左氏傳大義長於二傳三十事》、《歐陽大小夏侯尚書古文同異》三卷、《齊魯韓詩與毛詩異同》與《周官解詁》等，皆已亡佚。故凡有所說皆依《後漢書．鄭范陳賈張列傳》（卷三十六）。

## 后世研究
依宋代王應麟始有從事於蒐輯賈逵著作為《賈氏左傳佚說》，可見在宋朝時已皆不可見賈逵的作品了。現在我們所可察見賈逵之學說大要，主要從清儒黃奭、王漠、馬國翰三家的賈氏遺作輯本，而余蕭客，嚴蔚、馮明貞亦收賈氏佚說。這其中以馬國翰《玉函山房輯佚書》及嚴蔚《春秋內傳古注輯存》及馮明貞《補輯》所輯尤多，而賈逵之遺說亦可見其更概。依此清儒輯佚及史志目錄，賈逵著作至少有下列數種，包括《春秋左氏長經章句》二十卷、《春秋釋訓》一卷、《毛詩雜難》十卷等。

## 轶事
舌耕：汉贾逵通经，来学者不远千里，广有赠献，积粟盈仓。或云：“逵非力耕，乃舌耕也。”

## 延伸阅读
[在维基数据编辑]
 《後漢書·卷36》，出自范晔《後漢書》
 《東觀漢記》